# Castell de Matsumoto

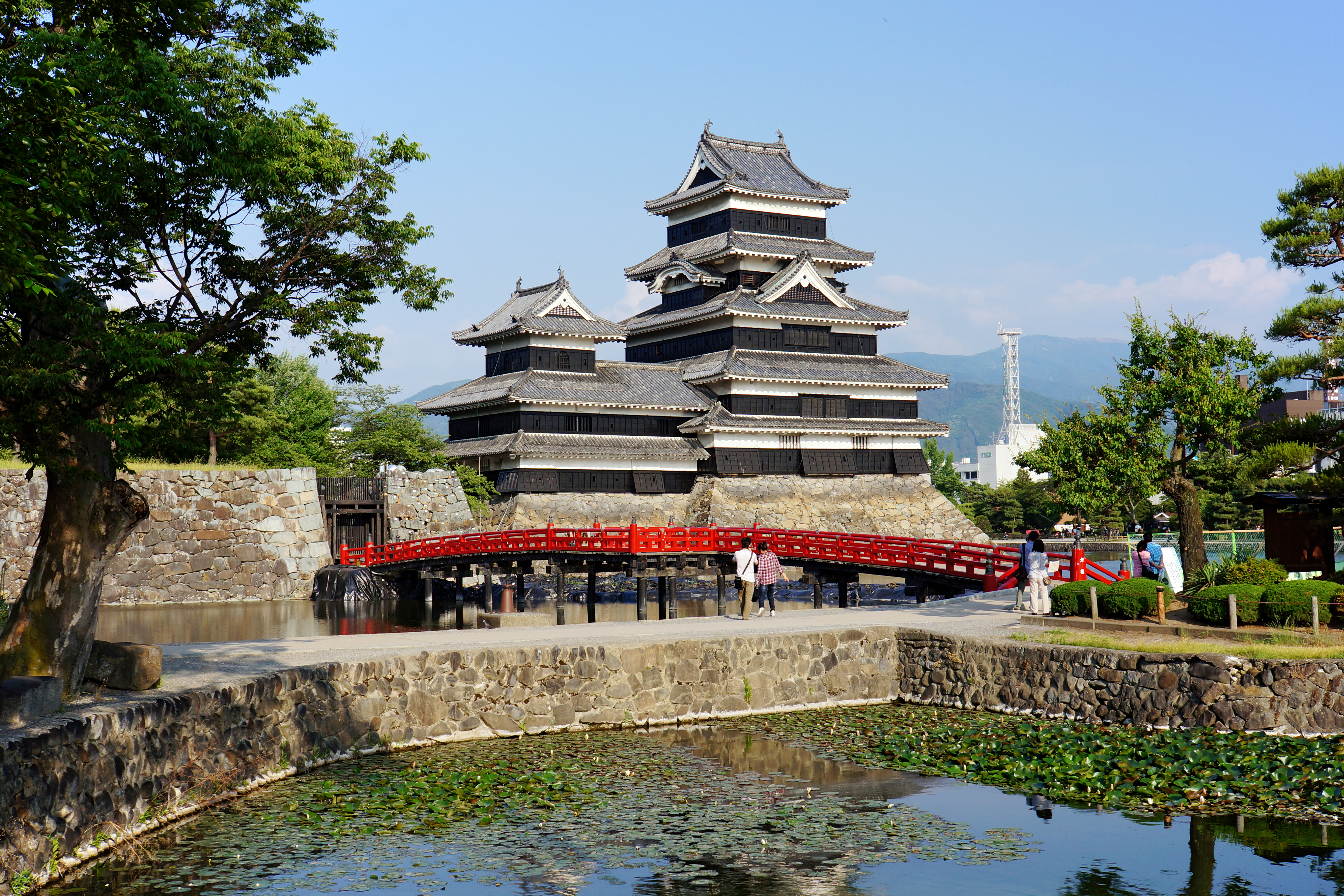
Castell Matsumoto

El castell Matsumoto Matsumoto-jō (松本城) és un castell japonès a la ciutat de Matsumoto, a la prefectura de Nagano. És llistat com a Tresor Nacional del Japó.
També conegut com a castell dels Corbs pel color negre dels murs, és un dels majors exponents de l'art hirajiro. Va ser construït a l'era Sengoku com un fort sota el nom de castell Fukashi. El 1872, seguint la Restauració Meiji, el castell va ser venut en una subhasta, i va córrer el risc de ser desmantellat.
És a la plana de Matsumoto, terres pantanoses que van obligar els constructors a fer fonaments molt sòlides. Van fer servir per a això llargues bigues de fusta fixes al sòl. Va ser construït per Toyotomi Hideyoshi entre 1594 i 1597. Té una alçada fins a trenta metres, amb sis plantes. La construcció descansa damunt uns murs de pedra de set metres que, originàriament, tenien un ampli fossar a sota. Les dues torres de vigilància de l'ala esquerra van ser construïdes el 1635, però tot el conjunt, en general, testimonia el període de pau instaurat pel shogunat Tokugawa després de la derrota dels seguidors de Toyotomi en la batalla de Sekigahara i la mort en el setge d'Osaka de Toyotomi Hideyori, el 1615. És el període del pas dels castells militars a llocs símbol i de prestigi. L'alternança de bandes blanques i negres al llarg dels murs, al costat de l'elegant teulada, donen a tota l'estructura una gran harmonia. Des de la torre de cinc pisos, es gaudeix de les vistes que ofereix la fèrtil vall.